# Miusynśk
Miusynśk (ukr. Міусинськ) – miasto na Ukrainie w obwodzie ługańskim.
Status osiedla typu miejskiego posiada od 1938. Miasto od 1965.
W 1989 liczyło 7828 mieszkańców, a w 2013 4830 mieszkańców.